# Strzelec (film)
Strzelec (ang. Shooter) – amerykański film akcji z 2007 w reżyserii Antoine’a Fuqui na podstawie powieści Point of Impact Stephena Huntera.

## Obsada
- Mark Wahlberg jako Bob Lee Swagger
- Michael Peña jako Nick Memphis
- Danny Glover jako pułkownik Johnson
- Kate Mara jako Sarah Fenn
- Rhona Mitra jako Alourdes Galindo
- Elias Koteas jako Jack Payne

## Fabuła
Podczas tajnej misji w Etiopii snajper Bob Lee Swagger i jego obserwator asekurujący Donnie zostają spisani na straty przez dowództwo, które nie chce udzielić im otwartej pomocy na obcym terytorium. Wystawieni na pastwę wroga próbują samodzielnie uciec z pola walki. Donnie ginie, a Swaggerowi udaje się wydostać z zasadzki. Od tamtej pory komandos pała nienawiścią do rządu i polityki, przez którą stracił przyjaciela. Trzy lata później w odludnej posesji Boba odwiedza go pułkownik Isaac Johnson, były wojskowy, obecnie na usługach wywiadu. Mówi mu o planowanym zamachu na prezydenta. Strzelec zamierza zaatakować z odległości ponad półtora kilometra i tylko wiedza i umiejętności Swaggera mogą pomóc w jego ujęciu. Mężczyzna zgadza się pomóc ochronić życie prezydenta. Zostaje jednak kolejny raz wrobiony, tym razem przez grupę terrorystów, którzy chcą zataić prawdę o swoich zbrodniach na terenie Afryki.
Podejrzany o zamordowanie arcybiskupa Etiopii, Swagger ucieka, ścigany przez wszystkie służby specjalne i całą policję USA. Tylko dzięki świetnemu wyszkoleniu udaje mu się wymknąć obławie. Ciężko ranny, nie mając dokąd pójść udaje się do dziewczyny byłego partnera – Donniego. Zdarzenia sprzed 3 lat powodują, że niechętnie z początku, lecz pomaga mu odzyskać zdrowie. Swagger postanawia tym razem zastawić pułapkę na agentów Johnsona. Rozpoczyna współpracę z agentem FBI, Nickiem Memphisem. To właśnie on kieruje Swaggera do podejrzanego człowieka, który mógł strzelać do arcybiskupa. Mikhail Szczerbiak jest jednak jedynie przynętą. Tuż po tym jak Swagger i Memphis docierają do jego rezydencji w Virginii, kryjówkę otacza pluton komandosów, których zadaniem jest bezwzględna eliminacja obu mężczyzn. Przed śmiercią Szczerbiak wyjawia snajperowi tożsamość jego głównego przeciwnika, który sprawuje urząd senatora. To on rozkazał wymordować w Etiopii całą wioskę, by przeprowadzić tamtędy rurociąg naftowy. W tym celu uciszył arcybiskupa, który o wszystkim się dowiedział.
Po strzelaninie w Virginii Swagger oddaje się w ręce policji. Pali wszystkie dowody obciążające senatora i Johnsona, gdyż wie, że nic nie wskóra w sądzie. Podczas przesłuchania przez prokuratora generalnego demonstruje wszystkim, że z jego broni byłoby niemożliwe zabicie biskupa. Mimo zwolnienia ze wszystkich zarzutów nie może nic udowodnić Johnsonowi, a prokurator nie ma podstaw do jego aresztowania. Delikatnie sugeruje Swaggerowi, że niekiedy jedynym źródłem sprawiedliwości jest wymierzanie jej przemocą. Idąc za jego sugestią, snajper dopada senatora i jego ludzi w letniej rezydencji w Montanie. Zabija wszystkich fingując przy tym strzelaninę. Na koniec odjeżdża do domu razem z byłą żoną Donniego.